# Médéric Corneille
Médéric Corneille (16??-1731) fut un important organiste français.  Il fut organiste titulaire de la cathédrale Notre-Dame de Paris de 1689 jusqu'à un an avant sa mort.